# Маргарита Савойская (1390—1464)
Маргари́та Саво́йская–Ахе́йская (итал. Margherita di Savoia–Acaia, лат. Margarita Sabaudae–Achaia; 4 июня 1390, Пинероло, синьория Пьемонт — 23 ноября 1464, Альба, синьория Пьемонт) — принцесса из Савойского дома, дочь Амадея Савойского-Ахейского, князя Ахея и синьора Пьемонта. Супруга Теодора II Палеолога; в замужестве — маркграфиня Монферрато.
Овдовев, приняла монашество, вступила в Орден Покаяния Святого Доминика и стала терциарной доминиканкой. 9 октября 1669 года римский папа Климент IX причислил её к лику блаженных Римско-католической церкви. Литургическая память ей совершается 23 ноября.

## Биография
Родилась 4 июня 1390 года (по другим источникам в 1382 году) в Пинероло, в Пьемонте. Она была старшей из четырёх дочерей в семье Амадея Савойского-Ахейского, синьора Пьемонта и Екатерины Женевской. Отец её был сыном Джакомо Савойского-Ахейского, титулярного князя Ахейи от его третьей жены Маргариты де Божэ. Мать была дочерью Амадея III, графа Женевского и Маго Овернской. Право на трон княжества Ахейского они наследовали от Филиппа I Савойского-Ахейского, старшего сына Томаса III Савойского и Гии Бургундской.
К двенадцати годам Маргарита Савойская осталась круглой сиротой. Заботы о ней и её младшей сестре Матильде Савойской принял на себя дядя по отцовской линии, Людовик Савойский-Ахейский, новый синьор Пьемонта. Маргарита Савойская хотела принять монашество. Особое влияние на неё оказали проповеди святого Викентия Феррера, священника из Ордена Проповедников, проповедовавшего несколько месяцев в Пьемонте. Однако ей пришлось уступить просьбам родственников, которые надеялись, что заключение династического брака послужит установлению мирных отношений между синьорией Пьемонта и маркграфством Монферрато.

### Маркграфиня Монферратская
17 января 1403 года тринадцатилетняя Маргарита Савойская–Ахейская была выдана замуж за сорокалетнего вдовца, Теодора II Палеолога, маркграфа Монферрато, который до этого был уже дважды женат: первым браком на Арджентине Маласпина, вторым на Жанне де Бар. От последней жены у него было трое детей. Сам Теодор II был сыном Джованни II Палеолога, маркграфа Монферрато и инфанты Изабеллы Мальоркской. 
Их брак продлился пятнадцать лет и был бездетным. Она ладила со вспыльчивым мужем, занималась воспитанием его детей, осуществляла широкую благотворительную деятельность, помогая бедным и больным. Особенную любовь и уважение своих подданных маркграфиня заслужила, когда ухаживала за умирающими во время эпидемии чумы. В 1417 году, возвращаясь с собора в Констанце, её и супруга посетил римский папа Мартин V.  Она овдовела 16 апреля 1418 года, после чего передала правление над маркграфством своему пасынку, Джованни Джакомо Палеологу и удалилась в замок в Альбе.

### Монахиня и основательница монастыря
В замке в Альбе в 1420 году, вместе с несколькими молодыми аристократками, Маргарита Савойская основала общину терциарных доминиканок. В общине жизнь протекала между делами благочестия и милосердия.  Вскоре после вдовства к ней посватался Филипп Мария Висконти, герцог Милана. Маргарита Савойская отказала ему. Тогда он обратился к Святому Престолу с просьбой принудить её к диспенсации, но и здесь получил отказ.
30 января 1441 года общине в замке был дарован монастырь, ранее принадлежавший гумилиатам. 25 сентября 1442 года Маргарита Савойская получила церковный бенефиций при храме Святой Марии Магдалины в Альбе. Буллой от 16 июня 1445 года римский папа Евгений IV разрешил ей основать новый монастырь Ордена Покаяния Святого Доминика, поручив его покровительству святой Марии Магдалины.
13 мая 1446 года произошла закладка первого камня в фундамент нового монастыря. По завершении строительства, в 1448 году община стала готовиться к принесению монашеских обетов под руководством опытной пожилой монахини Филиппины де Сторджи, которую к ним направил римский папа Николай V. 20 марта 1450 года Маргарита Савойская отписала всё своё личное имущество монастырю, а 20 мая того же года принесла монашеские обеты, вместе с шестнадцатью соратницами. Её избрали настоятельницей монастыря, и она руководила им в течение последующих четырнадцати лет.
Однажды во время молитвы ей было видение. Маргарите Савойской явился Иисус Христос и передал три стрелы, на каждой из которых было написано по одному слову: болезнь, клевета, преследования. Вскоре после видения без объяснения причины был арестован духовник общины. Сама Маргарита Савойская была обвинена в лицемерии и тирании. Кто-то распространил слух, что монастырь превратился в центр ереси вальденсов. Она смогла опровергнуть все обвинения, но подорвала и без того слабое здоровье.
Примером для подражания Маргарита Савойская избрала Екатерину Сиенскую, сочинения которой читала и переписывала. Подобно ей, она старалась способствовать прекращению внутрицерковных конфликтов. Убедила двоюродного брата Амадея VIII, первого герцога из Савойской династии, ставшего антипапой под именем Феликса V, признать законного римского папу Николая V и прекратить церковный раскол.
Маргарита Савойская умерла в Альбе 23 ноября 1464 года. Через десять дней после смерти её тело в монашеском облачении было похоронено в простой могиле. В 1481 году она была перезахоронена в усыпальнице, построенной для неё Вильгельмом VIII Палеологом.

## Почитание
Местное почитание Маргариты Савойской началось сразу после её смерти. Буллой от 14 марта 1566 года римский папа святой Пий V разрешил служить по ней литургию памяти в основанном ею монастыре каждое 22 июля. По просьбе Священной Конгрегации обрядов, папа Климент IX 8 октября 1699 года причислил Маргариту Савойскую к лику блаженных. Останки её оказались нетленными.
Литургическая память ей во всей Римско-католической церкви совершается 23 ноября. 29 апреля 1671 года папа Климент X разрешил доминиканцам праздновать ей память и 27 ноября; 20 марта 1728 года  папа Бенедикт XIII также даровал это право Сардинскому королевству. Она является одним из четырёх членов Савойского дома, причисленных церковью к лику блаженных.